# یواس‌اس سیرن (ای‌جی‌پی-۱۳)
یواس‌اس سیرن (ای‌جی‌پی-۱۳) (به انگلیسی: USS Cyrene (AGP-13)) یک کشتی بود که طول آن ۴۱۳ فوت (۱۲۶ متر) بود. این کشتی در سال ۱۹۴۴ ساخته شد.